# 1140
Het jaar 1140 is het 40e jaar in de 12e eeuw volgens de christelijke jaartelling.

## Gebeurtenissen
- juni - Zengi heft zijn beleg van Damascus op.
- Vermoedelijke datum van ontstaan van Cantar de mio Cid, een van de oudste stukken Spaanse literatuur. (jaartal bij benadering)
- Stichting van de stad Portogruaro.
- In Fitero wordt het eerste cisterciënzer klooster in Spanje gesticht.
- Verdere kloosterstichtingen: Clairmarais, Dielegem, Nieuwenrode.
- Kroonprins Eustaas, de zoon van Stefanus van Engeland, trouwt met Constance, de dochter van Lodewijk VI van Frankrijk.
- Wladislaus II van Bohemen trouwt met Gertrudis van Oostenrijk.
- Voor het eerst vermeld: Braslovče, Gornji Grad, Kumtich, Letterhoutem, Montesilvano, Niverlée, Rekem

## Opvolging
- Angoulême - Wulgrin II opgevolgd door zijn zoon Willem VI
- Cilicisch Armenië - Leo I opgevolgd door zijn zoon Thoros II
- Bohemen - Soběslav I opgevolgd door zijn neef Wladislaus II
- Eu - Willem III opgevolgd door zijn zoon Jan
- Fézensac - Astanovus II opgevolgd door zijn dochter Anicella met haar echtgenoot Gerolt III van Armagnac
- Montfort - Amalrik IV opgevolgd door zijn zoon Simon III
- Moravië-Olomouc - Vladislav opgevolgd door Otto III
- paltsgraafschap aan de Rijn - Willem van Ballenstedt opgevolgd door Otto I van Salm, op zijn beurt opgevolgd door Hendrik Jasormirgott
- Servië - Uroš I opgevolgd door zijn zoon Uroš II (jaartal bij benadering)
- Thüringen - Lodewijk I opgevolgd door zijn zoon Lodewijk II
- Weimar-Orlamünde - Willem van Ballenstedt opgevolgd door zijn neef Albrecht de Beer

## Geboren
- 26 juni - Archimbald van Bourbon, Frans edelman
- Abd as-Salam ibn Mashish, Marokkaans soefi-auteur
- Raymond III, graaf van Tripoli
- Adelheid van Champagne, echtgenote van Lodewijk VII (jaartal bij benadering)
- Bernhard II van Lippe, Duits edelman en abt (jaartal bij benadering)
- Bernhard III, hertog van Saksen (jaartal bij benadering)
- Floris III, graaf van Holland (jaartal bij benadering)
- Helena van Znaim, echtgenote van Casimir II van Polen (jaartal bij benadering)
- Jan I, aartsbisschop van Trier (jaartal bij benadering)
- Richeza van Polen, echtgenote van Alfons VII (jaartal bij benadering)
- Sophia van Minsk, echtgenote van Waldemar I van Denemarken (jaartal bij benadering)

## Overleden
- 12 januari - Lodewijk I, landgraaf van Thüringen
- 13 februari - Willem van Ballenstedt (~27), graaf van Weimar-Orlamünde en paltsgraaf aan de Rijn
- 14 februari - Leo I, prins van Armeens Cilicië
- 14 februari - Soběslav I, hertog van Bohemen (1125-1140) en delen van Moravië
- 7 april - Aibert (~79), Belgisch kluizenaar
- 12 juli - Willem III, graaf van Eu
- 15 september - Adelheid van Kroatië (~34), echtgenote van Soběslav I
- Amalrik IV, heer van Montfort
- Astanovus II, graaf van Fézensac